# Lugares comunes (película)
Lugares comunes es una película de 2002 del director argentino Adolfo Aristarain. Está basada en la novela El renacimiento de su primo Lorenzo F. Aristarain, y cuenta con un guion adaptado por Adolfo Aristarain y Kathy Saavedra.
Lugares comunes es una película sobre el amor, el envejecimiento, la familia, los ideales políticos y, por encima de todo, un homenaje al personaje de Liliana, esposa del protagonista.

## Descripción de la historia
Es la historia de Fernando Robles (Federico Luppi), un veterano profesor de literatura, y Liliana Rovira (Mercedes Sampietro), su esposa, española, que trabaja como asistente social en barrios marginales de Buenos Aires; así viven juntos y felices. Sin embargo, esta tranquilidad se verá afectada por la jubilación anticipada que recibe Fernando debido a la crisis en el país. Esto les obligará a replantearse su situación y quizá pedir ayuda a su hijo (Pedro), emigrado a España, que ha prosperado y se ha aburguesado, abandonando su vocación literaria para dedicarse a la informática. Esta relación con el hijo tiene aspectos traumáticos, ya que su vida simboliza todo aquello que Fernando y Liliana repudiaron siempre.
Apoyados en su amigo, Carlos Solla (Arturo Puig), un abogado de cierto prestigio, Fernando y Liliana toman la decisión de trasladarse a vivir a una chacra en la provincia de Córdoba (Argentina), vendiendo su apartamento, poniendo así fin a sus problemas económicos e iniciando una nueva vida. En el viaje al campo se hacen ilusiones de continuar siendo felices viviendo con más austeridad, pero la experiencia resultará más amarga de lo previsto.
La película se rodó principalmente en Argentina, donde se desarrolla gran parte de la acción, pero también en Madrid (España).

## Papeles principales
- Federico Luppi como Fernando Robles
- Mercedes Sampietro como Liliana Rovira
- Arturo Puig como Carlos Solla
- Carlos Santamaría como Pedro Robles
- Valentina Bassi como Natacha
- Claudio Rissi como Demedio
- Osvaldo Santoro como el decano
- Graciela Tenenbaum como Verónica
- María Fiorentino como Tutti Tudela
- Pepe Soriano como el vendedor de la chacra

## Premios
Goyas 2003
| Categoría            | Persona                          | Resultado |
| -------------------- | -------------------------------- | --------- |
| Mejor actriz         | Mercedes Sampietro               | Ganadora  |
| Mejor guion adaptado | Adolfo Aristaráin Kathy Saavedra | Ganadores |

Medallas del Círculo de Escritores Cinematográficos de 2002
| Categoría    | Persona            | Resultado |
| ------------ | ------------------ | --------- |
| Mejor actriz | Mercedes Sampietro | Ganadora  |

- Festival Internacional de Cine de San Sebastián - Concha de Plata a la mejor actriz para Mercedes Sampietro.
- Festival Internacional de Cine de San Sebastián - Premio del jurado al Mejor guion - Adolfo Aristarain y Kathy Saavedra.
- Fotogramas de Plata a la mejor actriz para Mercedes Sampietro.